# Marie af Liechtenstein
Marie Aglaë, Prinsesse af Liechtenstein (født som grevinde Kinsky af Wchinitz og Tattau, tjekkisk: hraběnka Kinská z Vchynic a Tetova, tysk: Gräfin Kinsky von Wchinitz und Tettau; 14. april 1940, død 21. august 2021) var hustru til fyrst Hans Adam 2. af Liechtenstein. Som fødselsret er hun medlem af huset Kinsky.

## Død
Den 21. august 2021 sov fyrstinden ind efter at være blevet ramt af et slagtilfælde et par dage forinden.